# Partito Democratico (Uganda)
Il Partito Democratico (Chama cha kidemokrasia) è un partito politico ugandese.

## Risultati elettorali

### Elezioni parlamentari
| Elezione          | Voti | % | Seggi    |
| ----------------- | ---- | - | -------- |
| Parlamentari 2006 |      |   | 8 / 318  |
| Parlamentari 2011 |      |   | 12 / 374 |
| Parlamentari 2016 |      |   | 15 / 426 |